# Plantago tacnensis
Plantago tacnensis là một loài thực vật có hoa trong họ Mã đề. Loài này được Pilg. miêu tả khoa học đầu tiên năm 1919.